# Kiss Symphony: Alive IV
Kiss Symphony: Alive IV – szósty album koncertowy amerykańskiej grupy rockowej KISS, wydany w 2003 roku. W nagraniu albumu wzięła udział orkiestra symfoniczna Melbourne Symphony Orchestra. Składa się z 3 części:
- Część I – wykonywana tylko przez zespół
- Część II – wykonywana przez zespół i Melbourne Symphony Ensemble
- Część III – wykonywana przez zespół i Melbourne Symphony Orchestra (utwór „Great Expectations” wraz z Australian Children’s Choir)

## Lista utworów

### Dysk 1
1. „Deuce” (Gene Simmons)
  - wykonywany przez Kiss
2. „Strutter” (Paul Stanley, Simmons)
  - wykonywany przez Kiss
3. „Let Me Go, Rock ’n’ Roll” (Stanley, Simmons)
  - wykonywany przez Kiss
4. „Lick It Up” (Vinnie Vincent, Stanley)
  - wykonywany przez Kiss
5. „Calling Dr. Love” (Simmons)
  - wykonywany przez Kiss
6. „Psycho Circus” (Stanley, Adam Mitchell)
  - wykonywany przez Kiss
7. „Beth” (Peter Criss, Stan Penridge, Bob Ezrin)
  - wykonywany przez Kiss i the Melbourne Symphony Ensemble
8. „Forever” (Stanley, Michael Bolton)
  - wykonywany przez Kiss i the Melbourne Symphony Ensemble
9. „Goin' Blind” (Simmons, Stephen Coronel)
  - wykonywany przez Kiss i the Melbourne Symphony Ensemble
10. „Sure Know Something” (Stanley, Vini Poncia)
  - wykonywany przez Kiss i the Melbourne Symphony Ensemble
11. „Shandi” (Stanley, Poncia)
  - wykonywany przez Kiss i the Melbourne Symphony Ensemble

### Dysk 2
1. „Detroit Rock City” (Stanley, Ezrin)
  - wykonywany przez Kiss i the Melbourne Symphony Orchestra
2. „King of the Night Time World” (Stanley, Ezrin, Kim Fowley, Mark Anthony)
  - wykonywany przez Kiss i the Melbourne Symphony Orchestra
3. „Do You Love Me” (Stanley, Ezrin, Fowley)
  - wykonywany przez Kiss i the Melbourne Symphony Orchestra
4. „Shout It Out Loud” (Stanley, Simmons, Ezrin)
  - wykonywany przez Kiss i the Melbourne Symphony Orchestra
5. „God of Thunder” (Stanley)
  - wykonywany przez Kiss i the Melbourne Symphony Orchestra
6. „Love Gun” (Stanley)
  - wykonywany przez Kiss i the Melbourne Symphony Orchestra
7. „Black Diamond” (Stanley)
  - wykonywany przez Kiss i the Melbourne Symphony Orchestra
8. „Great Expectations” (Simmons, Ezrin)
  - wykonywany przez Kiss i the Melbourne Symphony Orchestra (łącznie z the Australian Children’s Choir)
9. „I Was Made for Lovin’ You” (Stanley, Desmond Child, Poncia)
  - wykonywany przez Kiss i the Melbourne Symphony Orchestra
10. „Rock and Roll All Nite” (Stanley, Simmons)
  - wykonywany przez Kiss i the Melbourne Symphony Orchestra

## Informacje
- Gene Simmons – gitara basowa, wokal
- Paul Stanley – gitara, wokal
- Tommy Thayer – gitara prowadząca, dalszy wokal
- Peter Criss – perkusja, wokal